# Entier d'Eisenstein

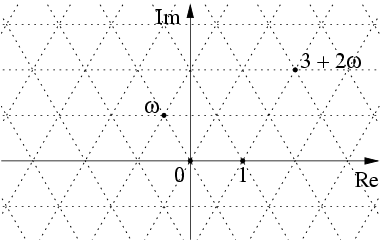
Les entiers d'Eisenstein sont les points d'intersection d'un treillis triangulaire dans le plan complexe.

En mathématiques, les entiers d'Eisenstein, nommés en l'honneur du mathématicien Gotthold Eisenstein, sont les nombres complexes de la forme 
où a et b sont des entiers relatifs et
est une racine cubique primitive de l'unité (souvent autrement notée j). Les entiers d'Eisenstein forment un réseau triangulaire dans le plan complexe. Ils contrastent avec les entiers de Gauss qui forment un réseau carré dans le plan complexe. Ils constituent un exemple d'anneau des entiers d'un corps quadratique qui, comme tout anneau des entiers d'une extension finie du corps des rationnels, est un anneau de Dedekind.
Les entiers d'Eisenstein sont utilisés en arithmétique modulaire pour la résolution d'équations diophantiennes, par exemple dans une démonstration du dernier théorème de Fermat dans un cas élémentaire : celui de l'exposant 3. L'équation x2 + 3y2 = p, traitée dans l'article « Théorème des deux carrés de Fermat », possède aussi une méthode de résolution utilisant ces entiers.

## Propriétés
Les entiers d'Eisenstein forment un anneau commutatif euclidien.
Tout entier d'Eisenstein a + bω est un entier algébrique, comme une racine du polynôme
En particulier, ω satisfait l'équation
L'anneau des entiers d'Eisenstein est en fait l'anneau de tous les entiers algébriques du corps quadratique ℚ[ω] = ℚ[i√3]. Son discriminant est égal à –12.
Le groupe des unités de cet anneau est le groupe cyclique formé par les six racines sixièmes de l'unité dans le corps des complexes (c'est-à-dire ±1, ±ω, ±ω2). En effet, ce sont les seuls entiers d'Eisenstein de module 1.

## Nombres premiers d'Eisenstein

Petits entiers d'Eisenstein premiers.

Si x et y sont des entiers d'Eisenstein, nous disons que x divise y s'il existe un certain entier d'Eisenstein z tel que y = z x.
Ceci étend la notion de divisibilité des entiers ordinaires. Par conséquent, nous pouvons aussi étendre la notion de primalité. Un entier d'Eisenstein x non nul et non inversible est dit nombre d'Eisenstein premier si ses seuls diviseurs sont de la forme ux et u où u est l'une des six unités.
Tout nombre premier ordinaire (ou « nombre premier rationnel ») égal à 3 ou congru à 1 mod 3 est de la forme {\displaystyle x^{2}-xy+y^{2}} pour certains entiers x, y et peut être par conséquent factorisé en {\displaystyle (x+\omega y)(x+\omega ^{2}y)} et à cause de ceci, n'est pas premier dans les entiers d'Eisenstein. Les nombres premiers ordinaires congrus à 2 mod 3 ne peuvent pas être factorisés de cette manière et sont premiers dans les entiers d'Eisenstein.

## Anneau euclidien
L'anneau des entiers d'Eisenstein forme un anneau euclidien pour la norme N définie par